# Tougouri
Tougouri là một tổng của tỉnh Nahouri ở phía bắc Burkina Faso. Thủ phủ của tổng này là thị xã Tougouri.

## Các thị xã và các làng
- Thị xã Tougouri (thủ phủ)

Alfiré, Ambkaongo, Bagadé, Bagmaskierga, Boulhiba, Dabossomnoré, Daouirba, Gargo, Gompélgo, Kalitaguin, Kombangbedo, Koulponsogho, Lougouzou, Nabelin, Namassa, Namtenga, Nanbox-Yiri, Naré, Nare-Yarcé, Nassobgué, Nioundougou, Ouagamce, Ouatinapam, Ouattigué, Paspanga, Pelga, Regtenga, Sagouem, Satembila, Taffogo, Taonsgho, Tidimtoa, Tilga, Tilga-Bangré, Tissimi, Towacé, Toyogodin, Yaguin, Yoada, Zomnogo-Bangré và Zorgho